# Mesochorus argentinicus
Mesochorus argentinicus är en stekelart som beskrevs av Dasch 1974. Mesochorus argentinicus ingår i släktet Mesochorus och familjen brokparasitsteklar. Inga underarter finns listade i Catalogue of Life.